# Kingsford (Australie-Méridionale)
Pour les articles homonymes, voir Kingsford.
Kingsford est une localité d’Australie-Méridionale, située à environ 46 km au nord d’Adélaïde.